# Bứa
Bứa hay còn gọi bứa lá tròn dài (danh pháp: Garcinia oblongifolia) là một loài thực vật có hoa trong họ Bứa. Loài này được Champ. ex Benth. mô tả khoa học đầu tiên năm 1851.